# When the Lights Go Out (EP)
When the Lights Go Out (en español: Cuando salen las luces ) es el primer EP de cinco canciones  realizado por la DJ australiana y cantante Havana Brown. Fue lanzado en descarga digital el 17 de julio de 2012 por el sello Island Records Australia como su primer EP. La versión australiana de la EP incluye cinco nuevas canciones, mientras que la versión de Estados Unidos incluye la remezcla internacional de «We Run the Night» con el rapero estadounidense Pitbull. La pista, siendo el debut de Brown como sencillo, escrito por Cassie Davis y Snob Scrilla, y producido por RedOne, fue lanzado en septiembre de 2011 y se convirtió en su primera EE. UU. top 40 hit, alcanzando el número 26 en el Billboard Hot 100, el sencillo alcanzó el puesto número 16 en los ARIA Singles Chart y fue certificado platino.

## Lista de canciones
- Edición estándar

| Flashing Lights |                                                      | |                                                                     |          |  |
| N.º             | Título                                               | Escritor(es) | Productor(es)                                                       | Duración |  |
| 1.              | «You'll Be Mine» (featuring R3hab)                   | Ver lista - RedOne - Bilal "The Chef" Hajji - AJ Junior - R3hab - Fabian Lenssen - Addy Van Der Zwan - M.J. Lyrical - Mark Simmons      | Ver lista - Havana Brown - RedOne - R3hab                           | 4:10     |  |
| 2.              | «Spread a Little Love»                               | Ver lista - RedOne - AJ Junior - Alex Papaconstantinou - Björn Djupström                                                                | Ver lista - Brown - Alex P - RedOne                                 | 3:52     |  |
| 3.              | «One Way Trip»                                       | Ver lista - Brown - Robert Miles - Richard Vission - Nick Clow - Luciana Caporaso - Eric Aguirre - Andrew Ramanauskas - Henry Olortegui | Ver lista - DJ Vice - Vission - Chico Bennett (co) - Sgt Slick (co) | 3:23     |  |
| 4.              | «Big Banana» (featuring R3hab and Prophet of 7Lions) | Ver lista - Brown - R3hab - AJ Junior - Rivington - Hajji - Lenssen - Rabon Brunings                                                    | Ver lista - Brown - R3hab                                           | 3:09     |  |
| 5.              | «Wonderland (La Da Da Da Di)»                        | Ver lista - Brown - Lars Halvor Jensen - Johannes Joergensen - Owain Barton                                                             | Deekay                                                              | 3:24     |  |

- Edición Internacional

| Internacional Edition |                                                      |          |  |
| N.º                   | Título                                               | Duración |  |
| 1.                    | «We Run the Night» (featuring Pitbull)               | 3:48     |  |
| 2.                    | «You'll Be Mine»                                     | 4:10     |  |
| 3.                    | «Spread a Little Love»                               | 3:52     |  |
| 4.                    | «One Way Trip»                                       | 3:23     |  |
| 5.                    | «Big Banana» (featuring R3hab and Prophet of 7Lions) | 3:09     |  |

## Certificaciones
| País      | Organismo certificador | Certificación | Ventas certificadas | Simbolización | Ref.  |
| Oceanía   |                        |               |                     |               |       |
| Australia | ARIA                   | Platino       | 70 000              | ▲             | [ 1 ] |